# From Death to Destiny
From Death to Destiny è il terzo album in studio del gruppo musicale britannico Asking Alexandria, pubblicato il 6 agosto 2013 dalla Sumerian Records.

## Descrizione
Si tratta dell'ultimo album in studio registrato con il cantante Danny Worsnop prima del suo addio temporaneo dal gruppo, avvenuto nel gennaio 2015.
Nel disco vengono messi da parte gli elementi più electronicore delle precedenti produzioni in favore di un hard rock influenzato dal post-grunge, anche se vengono in parte mantenute le sonorità metalcore.

## Tracce
Testi di Danny Worsnop e Ben Bruce, musiche di Ben Bruce e James Cassells, eccetto dove indicato.
1. Don't Pray for Me – 4:40
2. Killing You – 3:11
3. The Death of Me – 4:18
4. Run Free – 3:10
5. Break Down the Walls – 3:31 (musica: Jussi Karvinen, Logan Mader, Ben Bruce)
6. Poison – 3:46
7. Believe – 4:31
8. Creature – 3:14
9. White Line Fever – 3:43
10. Moving On – 4:02
11. The Road – 3:26
12. Until the End – 4:30

Traccia bonus nelle edizioni europea, giapponese e FYE
1. The Death of Me (Rock Mix) – 3:24

Tracce bonus nelle edizioni europea e giapponese
1. Dead – 4:00
2. Someone, Somewhere (Ben Bruce Acoustic) – 3:43

## Formazione
Gruppo
- Danny Worsnop – voce
- Ben Bruce – chitarra solista, voce
- Cameron Liddell – chitarra
- Sam Bettley – basso
- James Cassells – batteria

Altri musicisti
- Logan Mader – programmazione e sound design elettronico (eccetto traccia 4)
- Christopher Mesmer – pianoforte (traccia 3)
- Joey Sturgis – programmazione e sound design elettronico (traccia 4)
- The Maniac Agenda – programmazione e sound design elettronico (traccia 7)
- Nick Sampson – arrangiamento e direzione del coro (traccia 9)
- Laweta Casiano – coro (traccia 9)
- Shalia Thompson – coro (traccia 9)
- Vernaya Lee-Sheilds – coro (traccia 9)
- Davonna Turner – coro (traccia 9)
- Antoinette Simon – coro (traccia 9)
- Chynell Casiano – coro (traccia 9)
- Larry Myles – coro (traccia 9)
- Sean Clinton – coro (traccia 9)
- Manuel Casiano – coro (traccia 9)
- Dearthur Wilson – coro (traccia 9)
- Howard Jones – voce aggiuntiva (traccia 12)

Produzione
- Ash Avildsen – produzione esecutiva, produzione vocale aggiuntiva (tracce 2 e 3)
- Joey Sturgis – produzione, ingegneria del suono, produzione ed ingegneria vocale
- David Bendeth – missaggio
- Michael "Mitch" Milan – montaggio digitale
- Ted Jensen – mastering
- Nick Sampson – produzione ed ingegneria vocale, montaggio vocale, ingegneria del coro (traccia 9)
- Allan Hessler – ingegneria vocale aggiuntiva
- Bryan Pino – tracciamento vocale aggiuntivo
- Joe Graves – tracciamento vocale aggiuntivo
- Logan Mader – produzione e registrazione voce di Jones (traccia 12)
- Kevin Chu – missaggio (traccia 13)

## Classifiche
| Classifica (2013)         | Posizione massima |
| ------------------------- | ----------------- |
| Australia                 | 11                |
| Austria                   | 14                |
| Belgio (Fiandre)          | 113               |
| Canada                    | 14                |
| Germania                  | 24                |
| Regno Unito               | 28                |
| Stati Uniti               | 5                 |
| Stati Uniti (hard rock)   | 1                 |
| Stati Uniti (independent) | 1                 |
| Stati Uniti (rock)        | 2                 |
| Stati Uniti (tastemaker)  | 8                 |